# Idalus perlineosa
Idalus perlineosa là một loài bướm đêm thuộc phân họ Arctiinae, họ Erebidae.